# Pere Morey Servera
Pere Morey Servera   (Palma, 23 de desembre de 1941 - 5 de novembre de 2019) fou un escriptor mallorquí especialitzat en literatura infantil i juvenil.

## Biografia
Llicenciat en Ciències Econòmiques per la UB i en Ciències Empresarials per la UIB, va treballar com a professor universitari. Ha col·laborat en mitjans de comunicació com IB3 televisió, IB3 Ràdio, Onda Cero, Ona Mallorca, Ràdio Calvià, TVE, Radio Popular, El Mirall. Ha escrit novel·la històrica, novel·la negra, ciència-ficció, teatre i un mimodrama amb fons musicals. També ha escrit guions de pel·lícules i guions per a còmics. La seva obra s'ha traduït a l'alemany, al castellà i al francès.
Membre de la Comissió Cívica del Tricentenari 1715/2015, participà activament a Mallorca amb una novel·la sobre la Guerra de Successió: La darrera canonada. Mallorca, 1701-1715. Participa també en el documental «La Resistència» realitzat per Pere Sánchez, amb Bartomeu Mestre Sureda, Guillem Morro Veny i Oriol Junqueras i Vies.

## Obra
- 1979: Rondalles pels qui les saben totes
- 1984: Pedres que suren
- 1984: Rondalles pels qui els agrada la història
- 1984: La ciàtica de mossèn Blai i altres rondalles picantetes
- 1986: Una olor com de fera
- 1987: Rondalles pels qui els agraden blanques
- 1987: Operació Verge Negra
- 1987: L'anell de Boken-Rau (I)
- 1987: Dia D a Santa Ponça
- 1989: Però... Tu no eres mort?
- 1990: Mai no encalcis un cec a les fosques
- 1992: Mai no moriràs, Gilgamesh!
- 1993: El llaüt de vela negra
- 1993: L'anell de Boken-Rau (II)
- 1994: Allò que conta el vent del desert
- 1995: Al començament fou el foc
- 1995: La simfonia dels adéus
- 1996: La volta al món en 8 rondalles
- 1998: Llibre de Geografantasia i contes
- 1998: El darrer pregó d'Abú Yahià
- 1999: El templer i l'arquitecte
- 2000: El sol mai no es pon (sobre els meus fills)
- 2002: La metgessa càtara
- 2003: Les descomunals aventures del cavaller de l'armadura abonyegada
- 2008: Peix de prémer
- 2009: Pirènia, el país que mai no va existir
- 2011: Els casos més espaterrants de l'inspector Tellini Alpesto
- 2013: La magrana de foc
- 2013: Lluna negra[7]
- 2015: La darrera canonada. Mallorca 1701-1715.

### Teatre infantil i juvenil
- Sagran (Mimodrama musical), 1981.
- La flor romanialíssima, 1982.
- Set missatges per en Joanet, 2006.
- Sagran 2-0 (no és més que un mirall), 2006.

## Premis
- Premi Joaquim Ruyra de narrativa juvenil (1983) per Pedres que suren Aquesta obra també va obtenir el premi Literatura Catalana de la Generalitat de Catalunya-obra de creació per a lectura d'infants (1984).
- Joanot Martorell de narrativa de Gandia (1984): La ciàtica de mossèn Blai i altres rondalles picantetes.
- Baltasar Porcel de narrativa d'Andratx (1992): La simfonia dels adéus.
- Premi Guillem Cifre de Colonya (1993) per Allò que conta el vent del desert.
- Baltasar Porcel de narrativa d'Andratx (2002): Les descomunals aventures del cavaller de l'armadura abonyegada.
- Premi Mallorca Fantàstica de Literatura (2011): Pirènia, el país que mai no va existir.[8]